# حشره‌خوار کوبایی
حشره‌خوار کوبایی (نام علمی: Nesophontes superstes) نام یک گونه از سرده حشره‌خوارهای هند غربی است.